# Sender Pyramidenkogel
Der Sender Pyramidenkogel war eine 1957 errichtete und bis in die 1960er Jahre bestehende Sendeanlage auf dem Pyramidenkogel im südlichen Kärnten.
Die Sendeanlage war ein Holzgebäude „mitten im Wald“ mit zwei über 60 Meter hohen Sendemasten aus Stahl. Die beiden Masten waren mit einer Stahlbrücke miteinander verbunden und über Seile abgespannt. Errichtet wurde die Anlage im Jahr 1957, die Fertigstellung erfolgte am 22. November und ging am 25. November in Versuchsbetrieb. Der reguläre Betrieb wurde am 5. Dezember 1957 aufgenommen. Wann die Anlage in den 1960er Jahren abgetragen wurde, ist nicht bekannt.
Neben den Sendemasten befand sich ein Aussichtsturm aus Holz (vergleiche heute: Aussichtsturm Pyramidenkogel, errichtet 2012 bis 2013).
Eine Kleinsendeanlage mit 0,1 kW Sendeleistung ERP wurde später für die Übertragung von Welle 1 auf 95,2 MHz errichtet, die von hier aus den Raum Klagenfurt, Pörtschach, Velden, Feldkirchen, Sankt Veit und Völkermarkt versorgt.